# フィリップス郡 (アーカンソー州)
フィリップス郡（英: Phillips County）は、アメリカ合衆国アーカンソー州の東部に位置する郡である。人口は1万6568人（2020年）で、減少している。郡庁所在地は2006年に統合されたヘレナ＝ウェストヘレナ市であり、同郡で人口最大の都市である。フィリップス郡は1820年5月1日に州内7番目の郡として設立され、郡名は地域に最初に入った白人開拓者であり、アーカンソー準州の初代議会議員を務めたシルバヌス・フィリップスに因んで名付けられた。

## 地理
アメリカ合衆国国勢調査局に拠れば、郡域全面積は747.29平方マイル (1,883.7 km2)であり、このうち陸地692.67平方マイル (1,794.0 km2)、水域は34.62平方マイル (89.7 km2)で水域率は4.76%である。ミシシッピ川に面している。

### 主要高規格道路
- アメリカ国道49号線
- アーカンソー州道1号線
- アーカンソー州道39号線
- アーカンソー州道85号線

### 隣接する郡
- リー郡 - 北
- トゥニカ郡 (ミシシッピ州) - 北東
- コアホマ郡 (ミシシッピ州) - 東
- ボリバー郡 (ミシシッピ州) - 南東
- デシェイ郡 - 南
- アーカンソー郡 - 南西
- モンロー郡 - 北西

### 国立保護地域
- セントフランシス国立の森（部分）
- ホワイト川国立野生生物保護区（部分）

## 人口動態

2000人口ピラミッド

以下は2000年国勢調査による人口統計データである。
| 基礎データ - 人口: 26,445人 - 世帯数: 9,711 世帯 - 家族数: 6,768 家族 - 人口密度: 15人/km2（38人/mi2） - 住居数: 10,859軒 - 住居密度: 6軒/km2（16軒/mi2） 人種別人口構成 - 白人: 39.25% - アフリカン・アメリカン: 59.04% - ネイティブ・アメリカン: 0.17% - アジア人: 0.32% - 太平洋諸島系: 0.01% - その他の人種: 0.43% - 混血: 0.78% - ヒスパニック・ラテン系: 1.44% 年齢別人口構成 - 18歳未満: 32.2% - 18-24歳: 9.4% - 25-44歳: 23.2% - 45-64歳: 21.2% - 65歳以上: 13.9% - 年齢の中央値: 33歳 - 性比（女性100人あたり男性の人口） - 総人口: 84.7 - 18歳以上:77.7 | 世帯と家族（対世帯数） - 18歳未満の子供がいる: 34.2% - 結婚・同居している夫婦: 40.3% - 未婚・離婚・死別女性が世帯主: 25.1% - 非家族世帯: 30.3% - 単身世帯: 27.6% - 65歳以上の老人1人暮らし: 13.0% - 平均構成人数 - 世帯: 2.69人 - 家族: 3.29人 収入と家計 - 収入の中央値 - 世帯: 22,231米ドル - 家族: 26,570米ドル - 性別 - 男性: 24,675米ドル - 女性: 17,520米ドル - 人口1人あたり収入: 12,288米ドル - 貧困線以下 - 対人口: 32.7% - 対家族数: 28.7% - 18歳未満: 45.5% - 65歳以上: 26.2% |

## 都市と町
- ヘレナ＝ウェストヘレナ（郡庁所在地）
- エレーヌ
- レイクビュー
- レクサ
- マーベル

### 未編入の町
- モドック
- ポプラグローブ
- ターキースクラッチ

## 郡区

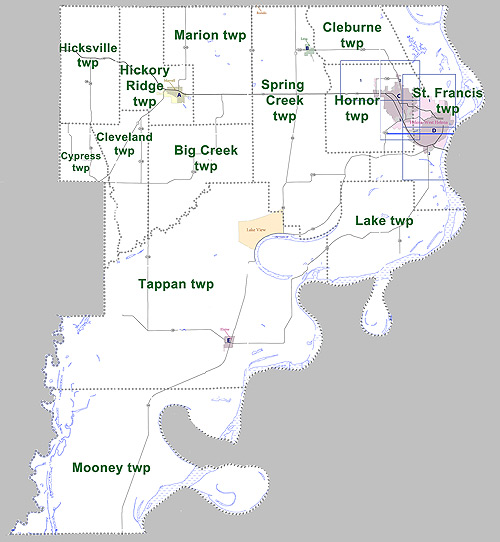
フィリップス郡の郡区区割り図

アーカンソー州の郡はさらに郡区に小区分されている。各郡区には未編入領域と、編入済み自治体がある。現代の郡区にはその維持目的が限られたものになっている。アメリカ合衆国国勢調査局は郡区を元に人口を集計している。また系図調査など歴史的な目的には価値がある。1つ以上の郡区に入っている町や都市は統計調査に基づいて扱われる。フィリップス郡の郡区は下記リストの13区であり、その中に含まれる町や都市を括弧書きしている。
| 郡区 | FIPSコード | 人口中心                     | 人口  | 人口密度 /km2 (/sq mi) | 陸地面積 km2 (sq mi) | 水域 km2 (sq mi) | 水域率(%) | 座標                                                                |
| --- | ---------- | ---------------------------- | ----- | ---------------------- | -------------------- | ---------------- | --------- | ------------------------------------------------------------------- |
| ビッグクリーク | 90273      |                              | 425   | 4.26（11.05）          | 99.65（38.474）      | 0.0（0）         | 0.0       | 北緯34度29分04秒 西経90度53分36秒 / 北緯34.484468度 西経90.893231度 |
| クリバーン | 90849      |                              | 660   | 11,24（29.12）         | 58.70（22.665）      | 0.06993（0.027） | 0.1       | 北緯34度36分32秒 西経90度41分27秒 / 北緯34.608847度 西経90.690904度 |
| クリーブランド | 90870      |                              | 198   | 3.09（8.01）           | 64.03（24.722）      | 0.02331（0.009） | 0.0       | 北緯34度28分46秒 西経90度58分19秒 / 北緯34.479487度 西経90.971919度 |
| サイプレス | 91005      |                              | 152   | 3,68（9.54）           | 41.28（15.938）      | 0.0（0）         | 0.0       | 北緯34度28分35秒 西経91度01分08秒 / 北緯34.476511度 西経91.018900度 |
| ヒッコリーリッジ | 91704      | マーベル                     | 1,550 | 19.26（49.89）         | 80.46（31.066）      | 0.08806（0.034） | 0.1       | 北緯34度35分11秒 西経90度56分11秒 / 北緯34.586411度 西経90.936268度 |
| ヒックスビル | 91707      |                              | 231   | 2.70（6.99）           | 85.59（33.046）      | 0.0（0）         | 0.0       | 北緯34度35分11秒 西経91度01分00秒 / 北緯34.586511度 西経91.016744度 |
| ホーナー | 91767      | ヘレナ・ウェストヘレナの一部 | 9,697 | 102.51（265.48）       | 94.60（36.526）      | 0.0（0）         | 0.0       | 北緯34度32分24秒 西経90度40分45秒 / 北緯34.539980度 西経90.679052度 |
| レイク | 92094      |                              | 41    | 0.35（0.91）           | 116.2（44.870）      | 15.21（5.871）   | 11.6      | 北緯34度24分38秒 西経90度40分36秒 / 北緯34.410535度 西経90.676788度 |
| マリオン | 92391      |                              | 589   | 5.57（14.42）          | 105.8（40.846）      | 0.04921（0.019） | 0.0       | 北緯34度35分51秒 西経90度52分13秒 / 北緯34.597488度 西経90.870256度 |
| ムーニー | 92547      |                              | 179   | 0.66（1.70）           | 272.5（105.231）     | 25.45（9.828）   | 8.5       | 北緯34度11分30秒 西経90度58分10秒 / 北緯34.191547度 西経90.969308度 |
| セントフランシス | 93276      | ヘレナ・ウェストヘレナの大半 | 4,746 | 39.82（103.10）        | 119.2（46.034）      | 20.56（7.937）   | 14.7      | 北緯34度32分21秒 西経90度36分13秒 / 北緯34.539209度 西経90.603521度 |
| スプリングクリーク | 93462      | レクサ、レイクビューの小部分 | 1,789 | 8.67（22.46）          | 206.3（79.648）      | 0.1191（0.046）  | 0.0       | 北緯34度31分40秒 西経90度45分56秒 / 北緯34.527768度 西経90.765687度 |
| タッパン | 93573      | エレーヌ、レイクビューの大半 | 1,500 | 3.28（8.49）           | 457.4（176.595）     | 20.49（7.911）   | 4.3       | 北緯34度20分37秒 西経90度52分49秒 / 北緯34.343723度 西経90.880168度 |
| Source: “Census 2010 U.S. Gazetteer Files: County Subdivisions in Arkansas”. U.S. Census Bureau, Geography Division. 2011年4月11日時点のオリジナルよりアーカイブ。2012年8月1日閲覧。 Source: “Census 2010 U.S. Gazetteer Files”. U.S. Census Bureau, Geography Division. 2012年8月1日閲覧。 |            |                              |       |                        |                      |                  |           |                                                                     |

## 教育
フィリップス郡にある教育学区はヘレナ・ウェストヘレナ、マーベル・エレーヌ、バートン・レクサの3学区である。
以前はレイクビュー教育学区もあったが、2004年7月1日、バートン・レクサと合併した。またエレーヌ教育学区は2006年7月1日にマーベル学区と合併した。
私立学校のマーベル・アカデミーが郡内マーベルに近い未編入領域にある1966年創立の学校である。元々は人種統合学校として設立された。

## 関係者
- ブルース・ベネット（アーカンソー州検事総長）は、1917年にフィリップス郡で生まれたが、州南部ユニオン郡の郡庁所在地エルドラードで育ち、大人になってからもそこで生活した[15]。

- バリー・ウィリアムソン（テキサス州鉄道委員会の委員）は、テキサス州オースティンの弁護士で、フィリップス郡で育った。

- ブランシェ・リンカーン（アーカンソー州選出アメリカ合衆国上院議員）の生誕地。

- チャック・ウィリアムズ（俳優、映画監督）の生誕地。

- リヴォン・ヘルムの生誕地。カナダのロックグループ「ザ・バンド」のドラマーかつボーカルとして知られた。